# ラティフル・ラーマン (実業家)
ラティフル・ラーマン（Latifur Rahman、1945年8月28日 - 2020年7月1日）は、バングラデシュの実業界の大物、メディア王。ラーマンが創業会長、CEOであったトランスコム・グループは、飲料、電気・電子製品、医薬品、ファーストフード、スナック類やシリアル、印刷媒体、FMラジオ、茶のプランテーションなどを手がけており、その事業の多くは、ピザハット、KFC、ペプシ、フィリップスなどの国際的ブランドの買弁としての面がある、ラーマンはメディアワールド (Mediaworld) の創業経営者であり、またメディアスター (Mediastar) の会長であったが、両者はそれぞれ『デイリー・スター (The Daily Star)』紙と『プロトム・アロ (Prothom Alo)』紙を所有する親会社である。これら2紙は、いずれもバングラデシュを代表する英語とベンガル語の新聞である。
2012年に、ラーマンは、ビジネス倫理と社会的責任を尊重してきたことに対して、オスロ・ビジネス平和賞 (Oslo Business for Peace Award 2012) を受賞した。

## 経歴
ラーマンは、1966年に、家族がチャンドプル県に所有していたジュート工場で、研修生として働くところから経歴を始めた。彼は1971年まで、この工場の役員として働いた。1973年に、ラーマンはトランスコム・グループを創業したが、これはラーマン家の収入源の柱であったW・ラーマン・ジュート工場 (W Rahman Jute Mills) が1972年に国有化されたためであった。1980年代、ラーマンは、バングラデシュにおけるネスレ製品の独占輸入販売業者となった。1990年代には、アメリカ合衆国に拠点を置く製薬会社スミス・クライン・アンド・フレンチを買収し、その後同社はイギリスのビーチャム・グループと合併してエスケイエフ製薬と改名した。
ラーマンは、パリを本部とする国際商業会議所の役員に選出され、2014年7月から3年の任期を務めた。彼はまた、ダッカの首都商工会議所 (Metropolitan Chamber of Commerce and Industry (MCCI), Dhaka) の会頭も務めた。
ラーマンが会長職を務めた企業は以下の通り。
- Bangladesh Lamps Ltd
- Transcom Ltd
- Transcom Beverages Ltd
- Transcom Electronics Ltd
- Eskayef Bangladesh Ltd
- Transcom Foods Ltd
- Transcom Distribution Co Ltd
- Mediastar Ltd
- Transcraft Ltd
- Ayna Broadcasting Corp Ltd
- Tea Holdings Ltd
- Transcom Mobile Ltd
- Transcom Cables Ltd
- Nestle Bangladesh Ltd
- Mediaworld Ltd
- Holcim Cement Bangladesh Ltd

## 受賞
- オスロ・ビジネス平和賞 - Business for Peace Foundation （2012年）[12][13][14]
- Business Executive of the Year - 在バングラデシュ・アメリカ商業会議所 (American Chamber of Commerce Bangladesh)（2001年）[2]
- クレスト - ダッカ大学副学長より授与（2012年）[15]

## 私生活
ラーマンは、シャーナズ・ラーマン (Shahnaz Rahman) と結婚していた。二人の間には、3人の娘たち、シメーン・ホサイン (Simeen Hossain)、シャズネーン・ラーマン、シャーズレー・フク (Shahzreh Huq) と、一人息子アーシャド・ワリウル・ラーマン (Arshad Waliur Rahman) が生まれた。シメーンは、エスケイエフ製薬、トランスコム・コンシューマー・プロダクツ (Transcom Consumer Products Limited)、トランスコム・ディストリビューション (Transcom Distribution Limited) の経営責任者を務めている。シャズネーンは、1998年に、ダッカのグルシャン・ターナの自宅で、使用人たちによって殺害された。シメーンの下の息子ファラーズ・アヤーズ・ホサインは、2016年のダッカ・レストラン襲撃人質テロ事件で殺害された。
ラーマンは、2020年7月1日にクミッラ、チョーダグラム郡チェオラ (Chheora) 村の住まいで、75歳で亡くなった。遺体は、ダッカのバナニ墓地 (Banani Graveyard) に埋葬された。